# 卡特德拉爾山 (烏拉圭)

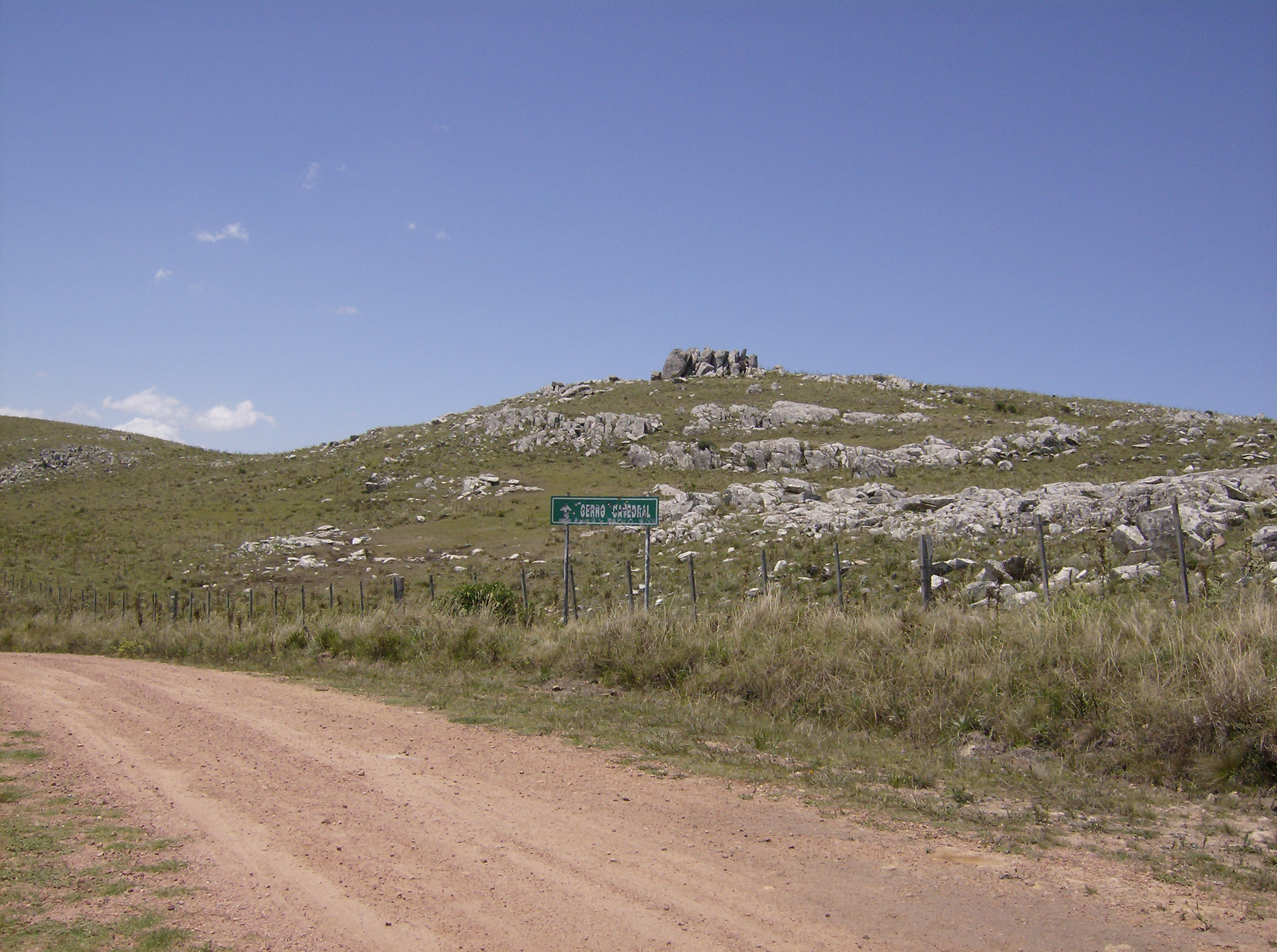

34°22′55.9″S 54°40′27.7″W / 34.382194°S 54.674361°W
卡特德拉爾山（西班牙語：Cerro Catedral），是烏拉圭的山峰，位於該國南部馬爾多納多省，處於艾瓜，屬於卡拉佩山脈的一部分，海拔高度514米，山體在前寒武紀時期形成。